# .taipei
.taipei是ICANN授權的一个通用頂級域（gTLD）。該域名来自于臺北英文拼写，但凡与台北相关的个人、企业抑或是组织都可以申请使用。
臺北市政府於2015年9月9日開放該頂級網域註冊。

## 外部連結
- .taipei 點出你的新世界·域名管理局（页面存档备份，存于）